# Krystyna Drążkiewicz
Krystyna Drążkiewicz (ur. 1956, zm. 28 czerwca 2010) – polska architekt wnętrz, nauczycielka, wieloletnia dyrektor Zespołu Szkół Plastycznych w Kole.

## Życiorys
Studiowała na Wydziale Architektury Wnętrz Państwowej Wyższej Szkoły Sztuk Plastycznych w Poznaniu. Od 1982 roku pracowała w Państwowym Liceum Sztuk Plastycznych w Kole, gdzie uczyła wystawiennictwa, malarstwa i rysunku. Pełniła funkcję kierownika sekcji artystycznej i wicedyrektora, a w 1991 roku została dyrektorem szkoły. Funkcję dyrektora pełniła do śmierci.
Od 2007 roku była członkiem Rady ds. Szkolnictwa Naukowego przy Ministrze Kultury i Dziedzictwa Narodowego, a od 2008 roku członkiem Kapituły do Spraw Profesorów Oświaty.
Była organizatorką Ogólnopolskich Plenerów Rysunkowo-Malarskich w Kazimierzu Biskupim, które od 2010 roku zostały nazwane jej imieniem.
Zmarła nagle, 28 czerwca 2010 roku. Została pochowana na cmentarzu w Puszczykowie.

## Nagrody i odznaczenia
Otrzymała następujące wyróżnienia:
- Odznaka Zasłużonego dla Miasta Koła (1989)
- Nagroda I stopnia Dyrektora Centralnego Ośrodka Pedagogicznego Szkolnictwa Artystycznego (1991)
- Nagroda II stopnia Dyrektora Centrum Edukacji Artystycznej (1993)
- Odznaka „Zasłużony Działacz Kultury” (1994)
- Nagroda I stopnia Dyrektora Centrum Edukacji Artystycznej (1999)
- Nagroda Indywidualna Ministra Kultury I stopnia (2004)
- Brązowy Medal „Zasłużony Kulturze Gloria Artis” (2005)[7]